# Claude Simard
Pour les articles homonymes, voir Simard.
Claude Simard (né le 22 octobre 1938 et mort le 31 juillet 2016) est un industriel et homme politique québécois. Membre du Parti libéral du Québec, il est député à l'Assemblée nationale du Québec de 1970 à 1976 et membre du conseil des ministres du gouvernement de Robert Bourassa.

## Biographie
Claude Simard est un membre de la famille Simard, qui possédait plusieurs entreprises industrielles dans la région de Sorel, dont le chantier de construction navale Marine Industries et des fonderies,. Il est diplômé en commerce et en administration à l'Université d'Ottawa. 

### Carrière politique
Le 30 mars 1970, Claude Simard est choisi candidat du Parti libéral du Québec dans la circonscription de Richelieu, en vue des élections générales du 29 avril suivant. Il est à ce moment président des Fonderies de Sorel et de United Towing and Salvage. Le jour du scrutin, il défait le député sortant Maurice Martel, de l'Union nationale, par 2 228 voix. 
Lors de la formation de son cabinet, le premier ministre Bourassa nomme Claude Simard ministre d'État à l'Industrie et au Commerce. Il lui ajoute en février 1972 la responsabilité de ministre d'État responsable du Tourisme, de la Chasse et de la Pêche. En octobre 1972, Claude Simard devient ministre de plein titre du Tourisme, de la Chasse et de la Pêche, poste qui était auparavant occupé par Guy Saint-Pierre. L'éditorialiste Laurent Laplante, dans Le Devoir, rapporte cependant que des fonctionnaires « déploraient déjà l'ineptie » du ministre.
Un des dossiers principaux traités par le ministre Simard est la disparition éventuelle des clubs privés de chasse et de pêche occupant des terres de la Couronne (terres de l'État) au moyen de baux à long terme,. L'objectif des interventions du gouvernement est de redonner accès à la population aux territoires de chasse et de pêche.

### Possibilité de conflits d'intérêts
Claude Simard détient une part des actions du holding familial Claurémiand ltée, lequel est propriétaire, entre autres, des Formules mécanographiques Paragon ltée, une société qui a de nombreux contrats avec le gouvernement,. À la suite de directives fermes énoncées par le premier ministre, il remet à une fiducie les actions qu'il détient dans ces sociétés,.

### Retrait de la vie politique
À l'approche de nouvelles élections générales, Claude Simard décide de se retirer de la vie politique, trouvant difficile de concilier la vie publique et la gestion des affaires familiales. Il retourne au poste de président de Claurémiand ltée et est administrateur de plusieurs sociétés. Il est également conseiller en gestion à partir de 1991.

### Liens familiaux
Depuis le mariage de sa sœur Andrée avec Robert Bourassa en août 1958, il est le beau-frère du futur premier ministre.